# I-Ninja
I-Ninja — компьютерная игра в жанре экшен, разработанная Argonaut Games и изданная Namco. Была выпущена для таких платформ, как Microsoft Windows, PlayStation 2, Xbox и GameCube (в Европе игра была доступна только для PlayStation 2 и Microsoft Windows). Также была анонсирована версия игры для Game Boy Advance, но впоследствии её отменили.

## Сюжет
Игра начинается с того, что обучающийся ниндзя (которого зовут просто Ниндзя; Ninja) пробирается в стан врага, чтобы спасти своего сэнсэя (а его зовут просто Сэнсэй; Sensei) от воинов «Рэнкс» (Ranx, также известных как Рэнкслингов), посланных заклятым врагом Ниндзя, Императором О-Дором (Emperor O-Dor). Ниндзя, победив всех противников, вызволяет Сэнсэя из кандалов. Внезапно из-под земли вылезает неизвестное существо, настроенное явно не дружелюбно, но Ниндзя с лёгкостью побеждает и его. Изо рта поверженного чудовища вываливается камень ярости (Rage Stone). Ниндзя берёт его в руки, впадает в ярость и, не сдержав силу камня, случайно обезглавливает своего учителя. Сэнсэй, однако, возвращается в виде духа и рассказывает своему ученику о том, что есть и другие камни ярости, и тот, собрав их все, может победить О-Дора. Затем Сэнсэй направляет Ниндзя на Пляж Робота (Robot Beach), где и спрятан второй камень ярости.
По прибытии в прибрежный район Сэнсэй сообщает Ниндзя, что ему нужно восстановить Текаяму (Tekayama) — гигантского робота, который и защищал Пляж Робота до того, как пришёл Кайза (Kyza). Ниндзя приводит Текаяму в рабочее состояние, вернув ему оба глаза и сердце, и получает жёлтый пояс. После этого он начинает сражение с Кайзой — и побеждает. Внутри Кайзы обнаруживается второй камень ярости, который Ниндзя забирает себе. Как и в прошлый раз, сначала он не может сдержать силу камня и носится по всей области, прежде чем усмирить новообретённую мощь и отправиться в следующую локацию. Хранитель Пляжа Робота и конструктор Текаямы по имени Ян (Yang) благодарит Ниндзя и открывает ему ворота, ведущие в Бухту Бомб (Bomb Bay), где находится следующий камень ярости.
Ниндзя прибывает в Бухту Бомб и очищает её от угрозы, созданной армией «Рэнкс». Заполучив зелёный пояс, Ниндзя отправляется внутрь гигантской бомбы, находит там подлодку и с её помощью сражается с злобной механической рыбой Вентисом (Ventis) за право владения очередным камнем ярости. После победы Ниндзя встречает хранительницу Бухты Бомб, Арию (Aria). Если кто-то спасает Арию, она всегда благодарит своего героя объятиями и поцелуями, и Ниндзя не становится исключением. И пока она пытается это сделать, тот изо всех сил пытается удержать силу камня ярости, чтобы не навредить ей. Ниндзя открывает ворота и отправляется в дальнейшее путешествие, перед этим попрощавшись с полной девушкой и назвав её «рыбкой».
Следующая область — Водопад Джунглей (Jungle Fall). Это место стало пристанищем для демона из подземного мира, имя которому — Сайамон (Psyamon). Ниндзя освобождает джунгли из-под гнёта армии «Рэнкс» и получает синий пояс. Затем Ниндзя пробивается в обитель Сайамона, где находит боевой костюм Enforcer MKII. С помощью него Ниндзя и отправляет демона туда, откуда тот пришёл. После этого Ниндзя встречает Твикки (Twikki) — очередного хранителя (который в то же время пассивен или труслив). Ниндзя пытается поймать камень ярости, принадлежащий О-Дору, — и ловит, несмотря на предостережения Твикки. Их окружают воины «Рэнкс», но Ниндзя их повергает. В благодарность Твикки открывает ему дальнейший путь.
Ниндзя пробирается в Горное Ущелье (Mountain Gorge) и зачищает участок от новых, куда более сильных рэнкслингов. Заполучив красный пояс, он входит в противостояние с правой рукой О-Дора, Малакаем (Malakai), способным управлять стихиями. Ниндзя побеждает его и замечает белый камень ярости в форме полумесяца. Герой запрыгивает на огромный камень и заключает его в объятия, пытаясь высвободить его ярость. Но наблюдающая за ним женщина-ниндзя по имени Зарола (Zarola) объясняет, что этот камень — камень телепортации (Teleport Stone), а не ярости, как прошлые, и что он способен доставить Ниндзя напрямик на секретную базу О-Дора на луне. Также она рассказывает о принадлежащем Императору камне жизни (Stone of Life), который способен воскресить мёртвого или же наградить бессмертием живущего, тем самым ставя перед Ниндзя вопрос, воскрешать ли ему Сэнсэя или воспользоваться магическим предметом в сугубо личных целях. После этого Зарола отправляет Ниндзя к его финальному врагу.
Ниндзя попадает на Лунную Базу (Moon Base) и сражается со всеми возможными представителями армии «Рэнкс». Заполучив чёрный пояс, он отправляется в логово О-Дора. Ниндзя и О-Дор сражаются в космических декорациях, пока Ниндзя не побеждает, приводя к взрыву О-Дора. Затем Ниндзя находит в останках О-Дора камень жизни и решает использовать его на себе. Сэнсэй разочарован эгоистичным выбором ученика и удаляется. Ниндзя чувствует свою вину и вспоминает слова Сэнсэя, что «дела говорят громче слов». Он бросает в своего учителя золотой сюрикеновидный камень и возвращает тому физическую оболочку. Когда всё возвращается в норму, Ниндзя и Сэнсэй телепортируются обратно на Землю. Как только учитель и ученик покидают луну, О-Дор каким-то образом себя воскрешает.

## Игровой процесс
У главного героя в I-Ninja имеется ряд акробатических способностей, используемых в течение всей игры для уничтожения армии «Рэнкс», которую возглавляет Мастер О-Дор. Помимо базовых навыков типа бега и прыжков, Ниндзя умеет выполнять двойные прыжки, крутить мечом наподобие несущего винта вертолёта и тем самым замедлять своё падение, а также в своих интересах использовать игровой ландшафт. На протяжении игры обнаружатся несколько уникально спроектированных стен, по которым Ниндзя может бегать, а также точки, где Ниндзя может воспользоваться своей крюк-кошкой, чтобы преодолевать пропасти.
На некоторых уровнях Ниндзя также предоставляются взрывные дротики и рикошетирующие сюрикены. Их можно использовать на врагах, целясь с использованием вида от первого лица. Тем не менее, сюрикены также можно кидать и с использованием функции автоприцеливания. Время от времени Ниндзя будет сталкиваться с врагом, который для сражения прыгает вместе с ним в воздух (в аниме-манере), и всё время боя они так и будут оставаться в подвешенном состоянии. Находясь в этом вакууме, Ниндзя летает туда-сюда и может бросаться на врага, наносить удары мечом, выполнять неблокируемые, но времязатратные ударные атаки, а также бросать сюрикены (при их наличии). По мере того, как Ниндзя атакует, он заполняет шкалу атаки, которую при достижении определённых показателей можно потратить на временные улучшения его способностей.
По мере прохождения игры игрок получает доступ всё к большему количеству таких способностей. Используя их, он может увеличить свою силу, исцелить себя от ранений, оседлать гигантский сюрикен, чтобы быстро убить всех врагов, или стать непобедимым, что позволит ему наносить значительный урон находящимся поблизости врагам, даже не прикасаясь к ним. (Когда Ниндзя становится непобедимым, он говорит: «I-Ninja!», что созвучно названию игры.)

## Отзывы
| Сводный рейтинг    | Сводный рейтинг | Сводный рейтинг | Сводный рейтинг | Сводный рейтинг |
| Издание            | Оценка          | Оценка          | Оценка          | Оценка          |
| Издание            | GC              | PC              | PS2             | Xbox            |
| ------------------ | --------------- | --------------- | --------------- | --------------- |
| GameRankings       | 76,44 %         | 75 %            | 75,82 %         | 76,31 %         |
| Metacritic         | 77/100          | N/A             | 73/100          | 75/100          |
| Иноязычные издания |                 |                 |                 |                 |
| Издание            | Оценка          | Оценка          | Оценка          | Оценка          |
| Издание            | GC              | PC              | PS2             | Xbox            |
| Edge               | N/A             | N/A             | 6/10            | N/A             |
| EGM                | 6,83/10         | N/A             | 6,83/10         | 6,83/10         |
| Eurogamer          | N/A             | N/A             | 7/10            | N/A             |
| Game Informer      | N/A             | N/A             | 7,5/10          | N/A             |
| GamePro            | N/A             | N/A             | [ 13 ]          | N/A             |
| GameSpot           | 7,5/10          | N/A             | 7,5/10          | 7,5/10          |
| GameSpy            | [ 17 ]          | N/A             | [ 18 ]          | N/A             |
| GameZone           | N/A             | N/A             | 7,7/10          | N/A             |
| IGN                | 8/10            | N/A             | 8/10            | 8/10            |
| Nintendo Power     | 4,3/5           | N/A             | N/A             | N/A             |
| OPM                | N/A             | N/A             | [ 23 ]          | N/A             |
| OXM                | N/A             | N/A             | N/A             | 7,5/10          |

Версии игры для GameCube и Xbox получили «в основном положительные отзывы», в то время как версия для PlayStation 2 была оценена «средне», согласно сайту — агрегатору рецензий Metacritic.
Дагласс Си Перри из IGN сказал следующее: «I-Ninja в шаблонной конструкции содержит столько личной окраски, что шарм и индивидуальность возвышают её над множеством аналогичных проектов». Рецензент Райан Дейвис из GameSpot отметил: «На первый взгляд, I-Ninja может показаться простой экшен-игрой, предназначенной для детей, но на самом деле всё далеко не так. Визуальный стиль пусть и может выглядеть „по-детски“, но уровень челленджа, предлагаемый I-Ninja, делает игру интересной и для более широкой аудитории».
Протагонист игры был включён в списки лучших 10 персонажей-ниндзя в компьютерных играх изданиями 1UP.com в 2004-м и PC World в 2010-м.